# Tapoa
A Tapoa é uma das 45 províncias de Burkina Faso, localiza-se na região Este. Sua capital é a cidade de Diapaga.

## Departamentos

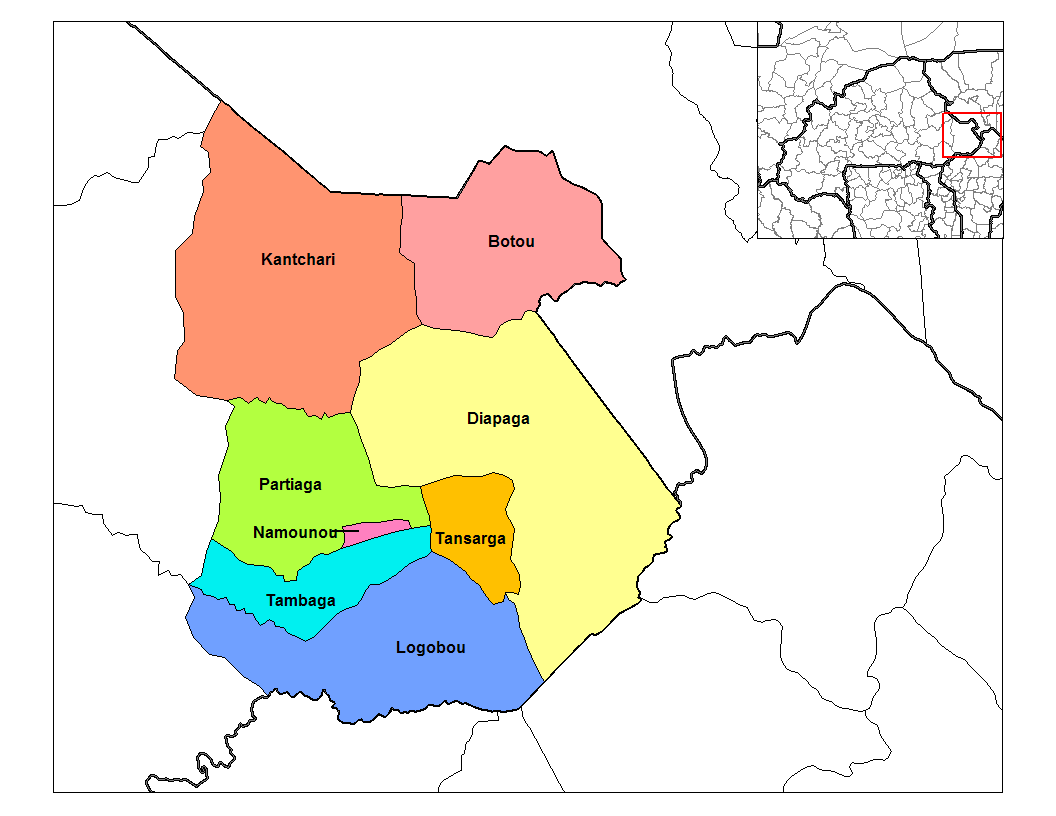
Localização dos diversos departamentos da província da Tapoa, Burkina Faso

A província da Tapoa está dividida em oito departamentos:
| Departamentos | Capitais  | População (censo 2006) |
| ------------- | --------- | ---------------------- |
| Botou         | Botou     | 46,898                 |
| Diapaga       | Diapaga   | 32,260                 |
| Kantchari     | Kantchari | 59,150                 |
| Logobou       | Logobou   | 61,422                 |
| Namounou      | Namounou  | 15,077                 |
| Partiaga      | Partiaga  | 50,303                 |
| Tambaga       | Tambaga   | 41,137                 |
| Tansarga      | Tansarga  | 35,535                 |